# Мора, Адриан
Адриа́н Мо́ра Барра́са (исп. Adrián Mora Barraza; род. 15 августа 1997, Идальго-дель-Парраль, Чиуауа) —  мексиканский футболист, который играет в качестве центрального защитника клуба «Хуарес» Лиги MX, будучи взятым  в аренду у «Толуки». Бронзовый призёр Олимпийских игр 2020 года в Токио.

## Карьера

### Клубная
Мора присоединился к «Депортиво Толука» перед стартом Апертуры 2018 из молодёжной системы команды. Он дебютировал в профессиональном футболе 5 сентября 2019 года в матче Кубка Мексики против «Тихуаны», где он также забил свой первый  гол во взрослой карьере. 
14 сентября 2018 года он дебютировал в чемпионате за «Толуку» против «Веракруса». В том же матче Мора забил первый гол в своей карьере уже в Лиге МХ. 
Мора был подписан «Тигресом» на турнир Апертура 2019, но 27 июня 2019 года он был обратно выкуплен «Толукой» после того, как клуб заплатил  2 миллиона долларов за игрока. 

### В сборной
Мора входил в состав сборной Мексики U-23, которая участвовала в Турнире в Тулоне  в 2019 году, где стал вместе с командой бронзовым призёром.  
Он был вызван тренером Хайме Лосано  для участия в летних Олимпийских играх 2020 года, заменив Хосе Хуана Масиаса, который снялся из-за травмы.